# Amanitecha

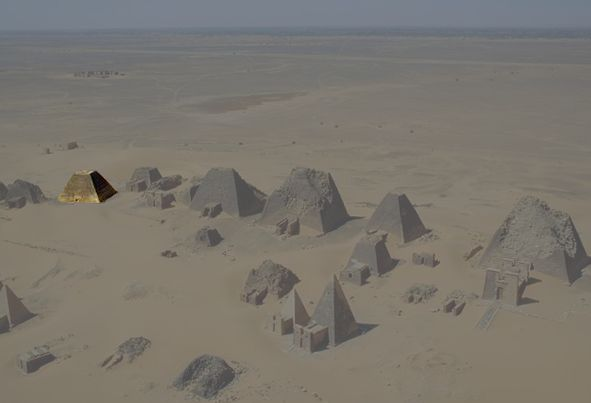
Pyramiden von Meroe mit Hervorhebung von Pyramide N4, die Amanitecha zugeschrieben wird

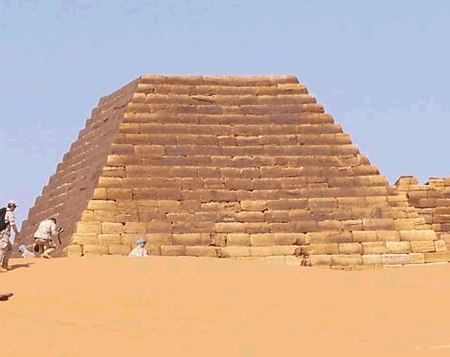
Pyramide N4

Amanitecha (Lesung ist unsicher) war ein nubischer König.
Er ist nur von seiner Pyramide Beg N4 in Meroe bekannt. Diese Pyramide ist die älteste auf dem sogenannten Nordfriedhof von Meroe. Es ist ein eher kleines Bauwerk mit zwei unterirdischen Kammern und nicht mit drei Kammern wie eigentlich üblich. Seine Namen in der Pyramide sind nur schlecht erhalten, so dass sie nicht mit letzter Sicherheit gelesen werden können. Der Herrscher datiert wohl ins dritte vorchristliche Jahrhundert.